# Валеев, Рамиль Камилевич
Рамиль Камилевич Валеев (род. 1 августа 1973, Казань) — советский и российский футболист, вратарь; тренер.

## Биография
Рамиль Камилевич Валеев родился 1 августа 1973 года в городе Казани Татарской АССР.
Учился в школе № 90 города Казани.
Воспитанник спортинтерната Ростова-на-Дону. В 1990 году играл за ростовский СКА-2. В 1991 году сыграл один матч за «Ростсельмаш» в Кубке СССР против «Торпедо» Владимир (0:4), три матча за СКА во второй низшей лиге и 23 игры (33 пропущенных мяча) за АПК Азов во второй лиге. С 1992 года — вновь в составе «Ростсельмаша», в первые два года играл за вторую команду во второй лиге. В 1992 году провёл 24 матча, из них один — в качестве полевого игрока, в 1993 — 10 матчей. В 1994 году в первой лиге сыграл 17 матчей, пропустил 21 гол. В 1995 году провёл четыре матча в высшей лиге, в каждой игре пропускал по два гола. Затем играл в командах "Сатурн Раменское (1996, первая лига, 3 игры, 8 пропущенных мячей), «Торпедо» Арзамас (1997—1998, второй дивизион, 59 матчей, 67 пропущенных мячей), «Тюмень» (1999, первый дивизион, 33 игру, 37 пропущенных мячей; 2000, второй дивизион, 22 игры, 19 пропущенных мячей), «Кузбасс-Динамо» Кемерово (2001—2002, второй дивизион, 54 игры, 44 пропущенных мяча), «Волга» Ульяновск (2003, второй дивизион, 7 игр, 2 пропущенных мяча), «Тобол» Курган (2004, второй дивизион, 10 игр, 17 пропущенных мячей).
В 2007—2010 годах работал тренером вратарей в главной и дублирующей/молодёжной командах «Ростова». В 2011—2012 — в Академии футбола имени В. Понедельника, в сезоне 2013/14 — помощник главного тренера Андрея Козлова в СКВО, 2015 — тренер в клубе «Биолог-Новокубанск».
19 января 2016 года зарегистрирован как индивидуальный предприниматель.